# Jordi Fabregat
Jordi Fabregat Valmaña (4 de diciembre de 1961) es un exfutbolista y entrenador español de fútbol.

## Trayectoria

### Como futbolista
Nacido en Tortosa, Tarragona, Cataluña. Hizo su debut con el CD Tortosa  en las ligas autónomas con tan solo 16 años de edad. 
Después de jugar con el Terrassa FC en Segunda División B, fichó por el Hércules CF en el verano de 1982, con el equipo valenciano ascendió a La Liga en la campaña 1983-84, participó en 33 partidos y marcó dos goles. Hizo su debut en la máxima categoría el 2 de septiembre de 1984, comenzando en una victoria a domicilio por 1-0 contra el Real Zaragoza.
En el verano de 1986, tras caer en el orden jerárquico, Fabregat se trasladó al Córdoba CF. Después de aparecer regularmente con los andaluces firmó para el club Xerez de la Segunda División, apareció regularmente durante su etapa de cuatro años.
En 1991, Fabregat se incorporó al Yeclano CF de la Tercera División de España. 
Finalmente se retiró con el CD San Fernando en 1994, jugando su última temporada en la Tercera División.

### Como entrenador
En 1997 Fabregat volvió al CD Tortosa, ahora como entrenador. Posteriormente fue entrenador de los clubes: CF La Senia, Agrupación Deportiva Mar Menor y CF Amposta.
El 29 de enero de 2009 fue nombrado entrenador del Racing Club Portuense, tras no poder evitar el descenso fue despedido y se incorporó a la UE Rapitenca.
En noviembre de 2010 regresó a Amposta y después de establecer el club en el cuarto nivel, 1 de agosto de 2012 fue nombrado entrenador de la UB Conquense.
El 14 de enero de 2022, es contratado por Juanma Barroso para dirigir al FK Surkhon Termez de la Primera Liga de Uzbekistán, al que dirigiría durante 4 partidos.
El 19 de junio de 2023, ficha por la S. D. Logroñés de la Primera Federación, también con Juanma Barroso como director deportivo.
El 10 de octubre de 2023, es destituido como entrenador de la S. D. Logroñés de la Primera Federación.

## Clubes

### Como entrenador
| Club              | País       | Año       |
| ----------------- | ---------- | --------- |
| CD Tortosa        | España     | 1997-2004 |
| AD Mar Menor      | España     | 2004-2005 |
| CF Amposta        | España     | 2005-2008 |
| RC Portuense      | España     | 2009      |
| UE Rapitenca      | España     | 2009-2010 |
| CF Amposta        | España     | 2010-2012 |
| UB Conquense      | España     | 2012-2015 |
| FC Jumilla        | España     | 2015      |
| CD Guijuelo       | España     | 2016-2018 |
| Arandina CF       | España     | 2019      |
| UB Conquense      | España     | 2020-2021 |
| FC Ordino         | Andorra    | 2021-2022 |
| FK Surkhon Termez | Uzbekistán | 2022      |
| S. D. Logroñés    | España     | 2023      |